# Light in Babylon
Light in Babylon (рус. Лайт ин бэбилон, МФА: [laɪt ɪn ˈbæbɪlən]; в пер. с англ. Свет в Вавилоне) — музыкальная группа, образованная в 2010 году в Стамбуле. Основателями стали трое музыкантов — израильская певица и перкуссионистка Миха́ль Эли́я Кама́ль (англ. Michal Elia Kamal, ивр. מיכל אליה קמל), французский гитарист Жюлье́н Дема́рк (фр. Julien Demarque) и турецкий инструменталист Метеха́н Чифтчи́ (тур. Metehan Çiftçi). До сих пор трио остается основным составом группы, к которому на больших концертах присоединяется ритм-секция.

## История
Певица и перкуссионистка Михаль Элия Камаль родилась в Израиле в семье иранских эмигрантов, которые покинули страну во время Исламской революции. Несмотря на то, что она с детства говорила на иврите и выросла в Израиле, родители воспитывали дочь в персидских традициях. Изучая искусство в университете, в 21 год она решает уехать из Тель-Авива. Она отправляется в Индию, затем в Европу и в 2009 году, оказавшись на Балканах, встречает гитариста Жюльена Демарка, который так же, как и она, уехал из дома, чтобы путешествовать по миру.
В 2010 году происходит вторая ключевая встреча в истории группы. Михаль Элия Камаль и Жюльен Демарк приезжают в Стамбул и, гуляя по улице Истикляль, замечают местного музыканта Метехана Чифтчи, играющего на сантуре. Вместе с Чифтчи они образовывают полиэтническое сообщество независимых музыкантов Light in Babylon и начинают давать концерты на городских улицах и в небольших кафе.
В создании композиций принимает участие вся троица. Михаль Элия Камаль пишет тексты на иврите и турецком. Излюбленные темы её песен — вечные поиски дома и тоска по родным краям. Жюльен Демарк выстраивает гармонии и композиции, Метехан Чифтчи разрабатывает партии сантура. Их стиль складывается из сочетания еврейской, иранской и балканской традиционной музыки с цыганскими мотивами.
В 2010 году Light in Babylon при помощи перкуссиониста Джаббара Бозие (тур. Cabbar Boziye) записывают свой первый демо-альбом Istanbul (в пер. с англ. Стамбул). В скором времени о новой группе узнаёт весь Стамбул. По воспоминаниям Демарка, в те времена они были своеобразной городской достопримечательностью — с ними фотографировались, их диски покупали как сувениры.
В 2012 году выходит в свет альбом Life sometimes doesn’t give you space (в пер. с англ. Жизнь порой не дает вам пространства), который становится первым официальным релизом группы. В 2016 появляется второй альбом Yeni Dunya (в пер. с тур. Новый мир).
Коллектив довольно быстро вошел в число самых популярных музыкальных групп Турции. Видео Light in Babylon на YouToube набирают миллионы просмотров. О музыкантах все чаще говорят такие крупные СМИ, как Euronews, сюжеты о группе регулярно появляются на турецких телеканалах TRT Müzik и TRT Haber, а французско-немецкий канал ARTE выпустил о коллективе документальный фильм. В 2015 году музыканты выступили на конференции TEDx Talks, проходящей во всемирноизвестном формате TED.
Light in Babylon стали одной из самых востребованных команд на музыкальных фестивалях по всей Европе. В 2017 году музыканты выступили на Ozora Festival, который признан одним из ведущих мировых фестивалей и крупнейшим европейским фестивалем музыки в стиле психоделический транс. Музыканты постоянно дают большие сольные концерты, во время которых к основному составу присоединяются ещё двое: барабанщик из Шотландии Стюарт Диксон (англ. Stuart Dickson) и иранский бас-гитарист Пайрам Гашеми (англ. Payam Ghasemi).
В 2018 году группа впервые выступила в России в московском клубе ZIL ARENA, билеты были распроданы еще до даты концерта. В 2019 музыканты стали хедлайнерами фестиваля «Протока» в Самаре.
В апреле 2020-го Light In Babylon впервые приезжают в Москву полным составом (квинтет), а также дают первый концерт в Петербурге: https://www.lightinbabylon.ru/ Архивная копия от 4 декабря 2019 на Wayback Machine

## История названия
В названии коллектива отразился опыт уличных выступлений. Музыканты заметили, что они оказывают сильное влияние на прохожих: уставшие люди идут домой с работы, не глядя друг на друга, но услышав их музыку, останавливаются, начинают улыбаться, выражать эмоции, общаться друг с другом. Под Вавилоном участники группы понимают систему, которая ограничивает и разъединяет людей. Музыка, как и искусство в целом, видится своего рода выходом из этой системы.
Название также отсылает к библейскому сюжету о строительстве Вавилонской башни. Трое музыкантов — израильтянка иранского происхождения, француз и турок — смогли найти общий язык, которого так не хватало людям библейского Вавилона — язык музыки. Творчество Light in Babylon — это послание всему человечеству, а не представителям отдельных культур. Участники верят в то, что несмотря на политическую напряженность на Ближнем Востоке, разные народы могут мирно сосуществовать.

## Состав
- Михаль Элия Камаль — вокал, перкуссия, автор песен.
- Жюльен Демарк — гитара, уд
- Метехан Чифтчи — сантур
- Пайрам Гашеми — бас-гитара
- Стюарт Диксон — ударные

## Дискография
- 2010 — Istanbul (демо-альбом)
- 2012 — Life sometimes doesn’t give you space
- 2016 — Yeni Dünya